# Affaire du Carrefour du développement
L’affaire du Carrefour du développement est une affaire politico-financière française de détournement de fonds publics, qui implique notamment Christian Nucci, ministre de la Coopération socialiste, ainsi que son chef de cabinet, Yves Chalier. L'affaire éclate en 1986 lors de la première cohabitation et atteint à la réputation du Parti socialiste.

## Contexte

### Création de l'Association Carrefour du développement auprès du ministère de la Coopération
Christian Nucci, membre du Parti socialiste, est élu maire de Beaurepaire dans l'Isère en 1977. En décembre 1982, il intègre le gouvernement Pierre Mauroy II en tant que ministre délégué chargé de la Coopération et du Développement ; il est ainsi chargé des relations avec les anciennes colonies françaises.
Arrivé au ministère, Nucci se fixe comme objectif subsidiaire de redynamiser le bimensuel Actuel Développement, une revue des coopérants publiée par son ministère. Le 30 juin 1983, il déclare à la préfecture de police de Paris une association loi de 1901, l'Acad, « Association Carrefour du développement », spécialisée dans les problèmes d'information sur le tiers monde. L'association est chargée d'éditer cette revue. Nucci place des personnes de confiance dans cette association, qui compte une trentaine de salariés. Il y a, à sa tête, Michèle Bretin-Naquet, professeur de psychologie, et une de ses conseillères ; le trésorier est son chef de cabinet, Yves Chalier.

### Mission d'organisation du sommet international des chefs d'État africains de1984
L'association fonctionne normalement jusqu'en 1984. À cette date, le président de la République, François Mitterrand, charge Nucci de superviser l'organisation d'un sommet international des chefs d'État africains qui doit se tenir le 11 et 12 décembre à Bujumbura, au Burundi. Toutefois, la ville ne possède pas la moindre infrastructure dimensionnée pour accueillir un tel événement. Le montage de l'opération est délégué à l'Acad, qui reçoit 80 millions de francs de fonds publics.

## Détournement
Yves Chalier effectue un voyage de repérage au Burundi. De retour en France, il rend compte de ce que le budget de 80 millions de francs qui est alloué au ministère est insuffisant pour financer le sommet, notamment du fait du coût de la mise en place de lignes hertziennes ainsi que du pont aérien chargé d'acheminer des groupes électrogènes et des cabines de conférences. 
Est alors mise en place une comptabilité fictive avec des fausses factures qui servent à couvrir d'autres dépenses. L'argent public est alors utilisé non seulement pour l'organisation de la conférence, mais aussi à des fins personnelles. Notamment, 1,4 million de francs va à Chalier, qui lui permet d'acheter un appartement à Quimper, un studio à Paris, ainsi que faire des dons et des prêts à sa maîtresse et à son ex-femme. Le ministre Nucci, lui, obtient 20,5 millions de francs, qui vont au financement d'un voyage touristique à Paris pour des habitants de Beaurepaire, à des travaux d'une imprimerie beaurepairoise pour les affiches de sa campagne électorale de 1986, ainsi que le règlement de ses cotisations au Parti socialiste, le financement de réceptions faramineuses offertes à des dignitaires africains dans sa villa de Beaurepaire, et le financement de l'opération Manta. 3,3 millions de francs vont à l'achat et la restauration d'un château en Sologne, prétendument destiné à la formation de cadres africains, par Chalier et la sous-préfète du Cher, Marie-Danielle Bahisson (d), la rumeur voulant que ce centre de formation serve à abriter un bordel pour les personnalités africaines. 

## Publicisation

### Du rapport de la Cour des comptes à la médiatisation
La Cour des comptes enquête à partir d'octobre 1985 sur la comptabilité de l'Acad, si bien que l'association est dissoute le 31 janvier 1986. À la suite des élections législatives de 1986, le Premier ministre, Jacques Chirac, nomme Michel Aurillac nouveau ministre de la Coopération. Ce dernier reçoit un rapport de la Cour des comptes qui révèle que l'Acad affiche un trou d'un « peu plus de 20 millions de francs ». Aurillac annonce publiquement ces irrégularités à la presse le 2 juin. L'affaire du Carrefour du développement est lancée.

### Judiciarisation
L'affaire porte sur un détournement de 27 millions de francs entre 1984 et 1986. Inculpé de détournement de fonds, de faux en écritures publiques et privées par la commission d'instruction de la Haute Cour de justice, Christian Nucci bénéficie de la loi d'amnistie du 15 janvier 1990 sur les délits de financement illégal de campagnes électorales. 
La Haute Cour rend un non-lieu le 4 avril 1990 tout en regrettant que « pour la première fois de Notre République, on amnistie des faits criminels ». Jeune avocat, Arnaud Montebourg défend la présidente de l'association, Michèle Bretin-Naquet, qui est relaxée.
Le 30 septembre 1992, la Cour des comptes déclare Nucci « débiteur envers l'État » de 20,463 millions de francs (soit 3,119 millions d'euros) d'argent public détourné solidairement avec Yves Chalier. Ce dernier est condamné à cinq ans de prison en 1990 et placé en liquidation judiciaire le 6 mai 2010 tandis que Nucci, après une longue procédure judiciaire, rembourse mensuellement 1 524 euros depuis décembre 2000, devant encore 2,9 millions d'euros en 2013.

## Postérité
Cette affaire a néanmoins conduit à une réforme du système français de coopération en 1998. C'est l'un des premiers scandales du premier septennat de François Mitterrand qui discrédite durablement la classe politique et en particulier le Parti socialiste qui entre dans l'« affairisme rose ».